# Argyreia srinivasanii
Argyreia srinivasanii är en vindeväxtart som beskrevs av Subba Rao och Kumari. Argyreia srinivasanii ingår i släktet Argyreia och familjen vindeväxter. Inga underarter finns listade i Catalogue of Life.